# Coelophrys
A Coelophrys a csontos halak (Osteichthyes) főosztályának sugarasúszójú halak (Actinopterygii) osztályába, ezen belül a horgászhalalakúak (Lophiiformes) rendjébe és az Ogcocephalidae családjába tartozó nem.

## Tudnivalók
Az összes Coelophrys-faj a Csendes-óceánban fordul elő. Eme halak hossza fajtól függően 3,9-8,4 centiméter közötti.

## Rendszerezés
A nembe az alábbi 7 faj tartozik:
- Coelophrys arca Smith & Radcliffe, 1912
- Coelophrys bradburyae Endo & Shinohara, 1999
- Coelophrys brevicaudata Brauer, 1902 - típusfaj
- Coelophrys brevipes Smith & Radcliffe, 1912
- Coelophrys micropa (Alcock, 1891)
- Coelophrys mollis Smith & Radcliffe, 1912
- Coelophrys oblonga Smith & Radcliffe, 1912